# Jesse Puljujärvi
Jesse Puljujärvi, född 7 maj 1998 i Älvkarleby, är en finländsk professionell ishockeyspelare som spelar för Pittsburgh Penguins i NHL och Barris-Walkes Penguins i AHL. Han föddes i Sverige och bodde där i fyra år. Båda hans föräldrar är finländare och Puljujärvi betraktar sig endast som finländsk medborgare trots att han också har svenskt medborgarskap. Puljujärvi vann guld  tillsammans med unglejonen i Junior-VM i ishockey år 2016 och valdes till turneringens mest värdefulla spelare. 
Han draftades i första rundan i 2016 års draft av Edmonton Oilers som fjärde spelare totalt.